# Model 1835 Musket
O Springfield Model 1835 Musket é um mosquete de pederneira de calibre .69" fabricado no início do século XIX no Arsenal Springfield e no Arsenal Harpers Ferry.

## Visão geral
O Model 1835 foi basicamente, mais um aperfeiçoamento do mosquete Model 1816, sendo também conhecido como "Springfield Armory Model 1816 Type 3". Ele foi fabricado pelos arsenais Springfield e Harper's Ferry, além de vários outros arsenais privados contratados.

## Características
O Model 1835, assim como seu "irmão mais velho", o M1816, era um mosquete de calibre ,69 in (17,5 mm) com cano longo de alma lisa, de 42 in (1 070 mm),  e comprimento total de 57,75 in (1 470 mm).
O Model 1835 às vezes é considerado o seu próprio número de modelo, mas muitas vezes é considerado apenas uma continuação do "Model 1816", sendo muito semelhante a ele. O cano era ligeiramente mais longo e o peso total do Model 1835 era um pouco maior, que o do "Model 1816". Embora o produto final fosse muito semelhante, técnicas de fabricação significativamente diferentes foram usadas na criação do Model 1835, e uma grande ênfase foi colocada na intercambialidade das peças. Isso pavimentou o caminho para o Model 1842, que foi o primeiro mosquete a ser construído com todas as peças realmente intercambiáveis.

### Produção
Além do Harper's Ferry e do Springfield Armouries, o Model 1835 foi produzido por vários outros empreiteiros. Ele acabou sendo substituído pelo Model 1840, com poucas mas importantes modificações. O Model 1835 foi originalmente fabricado como um mosquete de pederneira e muitos deles foram posteriormente convertidos para o sistema de espoleta de percussão, que era muito mais confiável e resistente às intempéries. A conversão foi feita nas décadas de 1840 e 1850. Alguns dos Model 1835 também tiveram seus canos estriados durante o mesmo período, se o cano fosse considerado espesso o suficiente para ser estruturalmente sólido após o estriamento.
| O Springfield Model 1835 convertido para percussão · O Springfield Model 1835 convertido para percussão |  | Close do mecanismo de ação do Springfield Model 1835 convertido para percussão. |

## Utilização
O Model 1835 foi usado pelos Exércitos do Norte e do Sul durante a Guerra Civil Americana e também foi usado na Guerra Mexicano-Americana.

## Guerras
Esses foram os conflitos nos quais o Springfield Model 1816 foi utilizado:
- Guerras Indígenas nos EUA
- Guerras Texas-indígenas
- Segunda Guerra Seminole
- Guerra de Aroostook
- Guerra Mexicano-Americana
- Guerra Civil Americana